# Pět synů carcassonských

Mapa katarských hradů

Pět synů carcassonských (francouzsky les cinq fils de Carcassonne) je označení pěti hradů v jižní Francii, které měly za úkol hájit hranici s Aragonským královstvím. Soustavu tvořily pevnosti Quéribus jako hlavní obranné centrum, Aguilar, Peyrepertuse, Puilaurens a Termes.

## Historie
Označení se začalo používat po smlouvě z Corbeil (1258), ve které byl urovnán spor mezi Francií a Aragonií o území. Francouzský král Ludvík IX. přenechal Severní Katalánsko a Barcelonu pyrenejskému státu a Jakub I. Aragonský se vzdal dědických nároků na hrabství Toulouse a Provence (avšak ne na panství Montpellier).
K obraně nově stanovené hranice byly vybrány bývalé katarské hrady Quéribus, Aguilar, Peyrepertuse, Puilaurens a Termes. Hlavní velitel všech těchto pevností sídlil v Carcassonne. 
Hrady byly během albigenské křížové výpravy (1209–1229) nebo po ní dobyty a od poloviny 13. století přestavěny a zvětšeny jako hraniční pevnosti. Hrady Montségur a Puivert leží o něco dále západně než ostatní a byly po dobytí rovněž zvětšeny, ale zůstaly v majetku šlechty a k tomuto obrannému systému nepatřily.
Svůj význam ztratily tyto hrady po Pyrenejském míru (1659), když byla hranice mezi Španělskem a Francií posunuta na jih a následně opuštěné hrady postupně zpustly.